# منتخب اليمن لكأس ديفيز
منتخب اليمن لكأس ديفيز هو ممثل اليمن الرسمي في كرة المضرب في كأس ديفيز.